# Аллен, Тони
Энтони Аллен (англ. Anthony Allen; родился 11 января 1982 года в Чикаго, штат Иллинойс) — американский бывший профессиональный баскетболист.
15 марта 2025 года «Мемфис Гриззлис» вывел из обращения игровой номер Тони Аллена.

## Профессиональная карьера

### Бостон Селтикс (2004–2010)
24 июня 2004 года Аллен был выбран под 25-м номером на драфте НБА 2004 года «Бостон Селтикс». 3 июля 2004 года подписал многолетний контракт с «Селтикс». В сезоне он набирал в среднем 6,4 очка, 2,9 подбора и 0,99 перехвата за 16,4 минуты в 77 играх. 
4 декабря 2006 года Аллен набрал рекордные  20 очков за сезон, проиграв «Чикаго Буллз».
10 января 2007 года в матче против «Индиана Пэйсерс» Аллен получил разрыв передней крестообразной связки (ПКС) и медиальной коллатеральной связки (МКСL) левого колена. Он успел восстановиться к началу сезона 2007-08 годов. По итогам регулярного сезона он набирал в среднем 6,6 очков, 2,2 подбора и 1,5 передачи за 18,3 минуты в 75 играх. Он внес значительный вклад в успешную серию плей-офф «Селтикс», которая привела к выходу в финал НБА, где они выиграли чемпионат НБА 2008 года, одержав победу в  шести матчах над «Лос-Анджелес Лейкерс».
В июле 2008 года Аллен повторно подписал контракт с «Селтикс», заключив двухлетнее гарантированное соглашение на сумму 2,5 миллиона долларов в год. В своем пятом сезоне за «Селтикс» Аллен набирал в среднем 7,8 очков, 2,3 подбора, 1,4 передачи и 1,17 перехвата за 19,3 минуты в 46 играх. 
Аллен играл ключевую роль в защите в чемпионате Восточной конференции в сезоне 2009–2010, набирая в среднем 6,1 очков, 2,7 подбора, 1,3 передачи и 1,07 перехвата за 16,5 минут в 77 играх. 27 декабря 2009 года он сделал свой первый в карьере дабл-дабл, набрав 10 очков и сделав 10 подборов в игре против «Лос-Анджелес Клипперс». В плей-офф 2010 года Аллен сыграл во всех 24 играх и набирал в среднем 5,1 очков и 1,04 перехват за 16,3 минуты. «Селтикс» вышли в финал НБА 2010 года, где проиграли «Лейкерс» со счетом 4–3. 

### Мемфис Гриззлис (2010—2017)

#### Сезон 2010/11
13 июля 2010 года Аллен подписал трехлетний контракт с «Мемфис Гриззлис» на сумму 9,7 млн. долларов. Через две недели после подписания контракта Аллен рассказал, что в Бостоне его «затмили» партнеры по команде Пол Пирс, Рэджон Рондо и Рэй Аллен.
В свой первый сезон в «Мемфисе» Аллен стал одним из лучших защитников периметра лиги, совершая в среднем 1,79 перехвата и помогая «Гриззлис» лидировать в НБА по перехватам и вынужденным перехватам. Впоследствии Аллен был включен во вторую сборную защитников НБА сезона 2010/11, что стало его первым и первым для «Гриззлис» попаданием в сборную защитников, и занял четвертое место в голосовании за звание лучшего оборонительного игрока. В среднем он совершал 4,14 перехвата в пересчете на 48 минут - самый высокий показатель среди игроков НБА со времен Нейта Макмиллана в сезоне 1993/94. Аллен набирал в среднем 8,9 очка, 2,7 подбора и 1,4 передачи при точности бросков на уровне 51% за 20,8 минуты в 72 играх (31 из них в старте). Благодаря ему «Гриззлис» впервые в истории клуба вышли в полуфинал Западной конференции.

#### Сезон 2011/12
В сезоне 2011/12, сокращенном из-за локаута, Аллен набирал в среднем 9,8 очка, 4,0 подбора и 1,4 передачи при точности бросков в 46,9% за 26,3 минуты в 58 матчах (57 из них в старте). 23 апреля 2012 года в матче с «Кливленд Кавальерс» он сделал 8 перехватов, что стало рекордом франшизы и рекордом карьеры для Аллена. Впоследствии он был включен в первую сборную защитников НБА сезона 2011/12, заняв пятое место в НБА по перехватам за игру (рекордные за карьеру 1,79) и третье место по перехватам в пересчете на 48 минут (3,27). Он также занял шестое место в голосовании за звание лучшего оборонительного игрока НБА сезона 2011/12, что является самым высоким показателем для любого защитника. В январе 2012 года он был признан лучшим защитником периметра в НБА по версии генеральных менеджеров лиги.

#### Сезон 2012/13
В сезоне 2012/13 Аллен лидировал среди всех игроков, получивших голоса за сборную защитников НБА, получив второй подряд выбор в первую сборную всех звезд защиты и третий подряд выбор в сборную всех звезд защиты НБА. Он занял пятое место в голосовании за звание лучшего оборонительного игрока НБА сезона 2012/13 после того, как в 79 матчах (все — в старте) совершил максимальные в карьере 4,6 подбора и 1,51 перехвата за 26,7 минуты. Во время плей-офф 2013 года Аллен показал рекордные в карьере показатели: 10,3 очка, 6,1 подбора, 1,8 передачи и 2,0 перехвата за 28,1 минуты в 15 матчах плей-офф, что помогло «Мемфису» впервые в истории клуба выйти в финал Западной конференции.

#### Сезон 2013/14
15 июля 2013 года Аллен подписал с «Гриззлис» четырехлетний контракт на сумму $20 млн. Аллен завершил свой четвертый сезон в «Мемфисе» и 10-й в НБА со средними показателями в 9,0 очка, 3,8 подбора и 1,64 перехвата при точности бросков в 49,4% за 23,2 минуты в 55 играх (28 стартов). Он пропустил 27 игр из-за травмы, болезни или дисквалификации.
«Гриззлис» вышли в плей-офф на седьмом месте и встретились с «Оклахома-Сити Тандер». В четвертой игре против «Тандер» Аллен записал на свой счет 10 подборов, став шестым запасным, совершившим 10+ подборов в играх плей-офф с момента начала плей-офф 1986 года, вместе с центровыми Джоном Сэлли, Роем Тарпли, Джейсоном Уильямсом, Грегом Остертагом и Джеффом Фостером. Он закончил четвертую игру с 14 очками и 13 подборами, став вторым запасным «Гриззлис», оформившим дабл-дабл в игре плей-офф, после Лоренцена Райта (10 очков, 10 подборов 29 апреля 2006 года). В итоге «Гриззлис» проиграли «Тандер» в семи матчах.

#### Сезон 2014/15
В сезоне 2014/15 Аллен продолжал оставаться хорошим защитником, охраняя лучших атакующих талантов команды соперника. По итогам сезона он третий раз попал в первую сборную всех звезд защиты (и четвертый в карьере вообще), заняв четвертое место в лиге по перехватам за игру (2,0) при 26,2 минутах за игру. Аллен был единственным игроком в сезоне 2014/15, в трех матчах совершившим шесть и более перехватов.

#### Сезон 2015/16
В мае 2016 года Аллен был включен во вторую сборную всех звезд защиты по итогам сезона 2015/16, что стало для него пятой наградой в карьере за шесть сезонов в составе «Гриззлис». В сезоне 2015/16 Аллен набирал в среднем 8,4 очка, 4,6 подбора, 1,1 передачи и 1,72 перехвата за 25,3 минуты в 64 матчах (57 стартовых) за «Мемфис». Он вместе с Рики Рубио из «Миннесоты» лидировал в НБА по количеству перехватов в пересчете на 48 минут (3,3) среди игроков с общим количеством сыгранных минут не менее 1500. Защитный рейтинг «Гриззлис» был на 2,2 очка лучше, когда Аллен был на паркете (104,1), чем когда его не было на паркете (106,3). Кроме того, Аллен лидировал в команде, совершая 1,7 перехвата за игру.

#### Сезон 2016/17
26 июня 2017 года Аллен был включен во вторую сборную всех звезд защиты по итогам сезона 2016/17, что стало шестым награждением в карьере Аллена, и теперь он шесть раз попадал в команду защитников НБА за семь сезонов в составе «Гриззлис». В сезоне 2016/17 Аллен принял участие в 71 игре (66 стартов) за «Мемфис», набирая в среднем 9,1 очка, 5,5 подбора, 1,4 передачи и совершая 1,62 перехвата за 27 минут игры. Он лидировал в лиге по количеству перехватов (3,1), во второй раз возглавив лигу в этой категории (4,1 в сезоне 2014/15).
12 октября 2017 года «Гриззлис» объявили о том, что выведут из обращения игровой номер Аллена после завершения им карьеры.

### Нью-Орлеан Пеликанс (2017—2018)
15 сентября 2017 года Аллен подписал контракт с «Нью-Орлеан Пеликанс». 1 ноября 2017 года он набрал максимальные в сезоне 10 очков за 19 минут игры в матче с «Миннесотой Тимбервулвз» (98-104). 10 декабря 2017 года в игре с «Филадельфией Севенти Сиксерс» Аллен получил перелом левой малоберцовой кости. Он был близок к возвращению в середине января, но 15 января он был отстранен от игры еще на 2-4 недели после того, как у него произошел сбой в процессе восстановления.
1 февраля 2018 года Аллен был обменян вместе с Омером Ашиком, Джамиром Нельсоном и защищенным выбором первого раунда драфта в «Чикаго Буллз» на Николу Миротича и выбор второго раунда драфта 2018 года. Кроме того, «Чикаго» получило право обменять свой выбор второго раунда 2021 года на выбор второго раунда 2021 года «Нового Орлеана». Аллен был отчислен «Буллз» через восемь дней, так и не сыграв за них ни одной игры.

## Характеристика
Аллен — атлетичный универсальный защитник, эффективно играющий на позициях первого и второго номеров. Хорошо играет в персональной обороне, также может выдавать отличные игры и в нападении, как, например, предсезонная игра против «Нью-Джерси Нетс», в которой он набрал 32 очка. В сезоне 2007/08 он несколько раз набирал более 20 очков за игру.
Слабая сторона Аллена — нестабильность. Вспышки результативной игры не так уж и часты. Тони подвержен травмам. Одной из причин такой нестабильности в игре становится его психика. Выходя на паркет уверенным в себе, он сможет демонстрировать отличную игру.

## Личная жизнь
В свободное от баскетбола время Тони Аллен увлекается музыкой. Активно принимает участие в благотворительных акциях, проводимых сотоварищами по клубу. У Аллена 2 сестры — Эбони и Доминик, а также брат Райан.

## Проблемы с законом
Аллен и ещё 17 бывших игроков НБА (Терренс Уильямс — организатор схемы, Уилл Байнам, Антуан Райт, Алан Андерсон, Шэннон Браун, Глен Дэвис, Крис Дуглас-Робертс, Мелвин Эли, Дариус Майлз, Джамарио Мун, Милт Паласио, Рубен Паттерсон, Эдди Робинсон, Грег Смит, Себастьян Телфэйр, Си Джей Уотсон и Тони Ротен) были обвинены в преступной схеме, которая сводилась к тому, что бывшие баскетболисты получали компенсацию от программы медицинского страхования игроков НБА за медицинские процедуры, которые им на самом деле не проводили.
Тони Аллен был приговорен к общественным работам и надзору со стороны соответствующих органов за свое участие в мошеннической схеме. Избежать тюремного срока ему удалось так как он вернул большую часть из 420 000 долларов, полученных незаконным путём. Это случилось до того, как ему было предъявлено обвинение.

## Статистика

### Статистика в НБА
| Сезон                                                                                    | Команда    | Регулярный сезон | Регулярный сезон | Регулярный сезон | Регулярный сезон | Регулярный сезон | Регулярный сезон | Регулярный сезон | Регулярный сезон | Регулярный сезон | Регулярный сезон | Регулярный сезон | Серия плей-офф | Серия плей-офф | Серия плей-офф | Серия плей-офф | Серия плей-офф | Серия плей-офф | Серия плей-офф | Серия плей-офф | Серия плей-офф | Серия плей-офф | Серия плей-офф |
| Сезон                                                                                    | Команда    | GP               | GS               | MPG              | FG%              | 3P%              | FT%              | RPG              | APG              | SPG              | BPG              | PPG              | GP             | GS             | MPG            | FG%            | 3P%            | FT%            | RPG            | APG            | SPG            | BPG            | PPG            |
| ---------------------------------------------------------------------------------------- | ---------- | ---------------- | ---------------- | ---------------- | ---------------- | ---------------- | ---------------- | ---------------- | ---------------- | ---------------- | ---------------- | ---------------- | -------------- | -------------- | -------------- | -------------- | -------------- | -------------- | -------------- | -------------- | -------------- | -------------- | -------------- |
| 2004/05                                                                                  | Бостон     | 77               | 34               | 16,4             | 47,5             | 38,7             | 73,7             | 2,9              | 0,8              | 1,0              | 0,3              | 6,4              | 7              | 3              | 12,9           | 44,4           | -              | 42,9           | 1,7            | 0,3            | 0,4            | 0,3            | 2,7            |
| 2005/06                                                                                  | Бостон     | 51               | 9                | 19,2             | 47,1             | 32,4             | 74,6             | 2,2              | 1,3              | 1,0              | 0,4              | 7,2              | Не участвовал  | Не участвовал  | Не участвовал  | Не участвовал  | Не участвовал  | Не участвовал  | Не участвовал  | Не участвовал  | Не участвовал  | Не участвовал  | Не участвовал  |
| 2006/07                                                                                  | Бостон     | 33               | 18               | 24,4             | 51,4             | 24,2             | 78,4             | 3,8              | 1,7              | 1,5              | 0,4              | 11,5             | Не участвовал  | Не участвовал  | Не участвовал  | Не участвовал  | Не участвовал  | Не участвовал  | Не участвовал  | Не участвовал  | Не участвовал  | Не участвовал  | Не участвовал  |
| 2007/08                                                                                  | Бостон     | 75               | 11               | 18,3             | 43,4             | 31,6             | 76,2             | 2,2              | 1,5              | 0,8              | 0,3              | 6,6              | 15             | 0              | 4,3            | 56,3           | 0,0            | 40,0           | 0,2            | 0,2            | 0,1            | 0,0            | 1,3            |
| 2008/09                                                                                  | Бостон     | 46               | 2                | 19,3             | 48,2             | 22,2             | 72,5             | 2,3              | 1,4              | 1,2              | 0,5              | 7,8              | 10             | 0              | 6,0            | 50,0           | -              | 100,0          | 0,9            | 0,3            | 0,2            | 0,0            | 0,9            |
| 2009/10                                                                                  | Бостон     | 54               | 8                | 16,5             | 51,0             | 0,0              | 60,5             | 2,7              | 1,3              | 1,1              | 0,4              | 6,1              | 24             | 0              | 16,3           | 48,0           | 0,0            | 77,8           | 1,7            | 0,7            | 1,0            | 0,6            | 5,1            |
| 2010/11                                                                                  | Мемфис     | 72               | 31               | 20,8             | 51,0             | 17,4             | 75,3             | 2,7              | 1,4              | 1,8              | 0,6              | 8,9              | 13             | 13             | 26,9           | 42,6           | 14,3           | 65,9           | 2,9            | 1,5            | 1,9            | 0,4            | 8,8            |
| 2011/12                                                                                  | Мемфис     | 58               | 57               | 26,3             | 46,9             | 30,8             | 80,0             | 4,0              | 1,4              | 1,8              | 0,6              | 9,8              | 7              | 7              | 24,3           | 40,0           | 0,0            | 70,6           | 3,1            | 0,7            | 1,3            | 1,0            | 6,9            |
| 2012/13                                                                                  | Мемфис     | 79               | 79               | 26,7             | 44,5             | 12,5             | 71,7             | 4,6              | 1,2              | 1,5              | 0,6              | 8,9              | 15             | 15             | 28,1           | 43,2           | 25,0           | 75,9           | 6,1            | 1,8            | 2,0            | 0,3            | 10,3           |
| 2013/14                                                                                  | Мемфис     | 55               | 28               | 23,2             | 49,4             | 23,4             | 62,8             | 3,8              | 1,7              | 1,6              | 0,3              | 9,0              | 7              | 1              | 32,9           | 48,6           | 0,0            | 76,2           | 7,7            | 1,4            | 1,7            | 0,1            | 12,3           |
| 2014/15                                                                                  | Мемфис     | 63               | 41               | 26,2             | 49,5             | 34,5             | 62,7             | 4,4              | 1,4              | 2,0              | 0,5              | 8,6              | 10             | 9              | 27,9           | 49,1           | 14,3           | 75,0           | 5,2            | 1,5            | 2,4            | 1,1            | 6,6            |
| 2015/16                                                                                  | Мемфис     | 64               | 57               | 25,3             | 45,8             | 35,7             | 65,2             | 4,6              | 1,1              | 1,7              | 0,3              | 8,4              | 4              | 2              | 23,4           | 30,3           | 14,3           | 69,2           | 2,8            | 0,8            | 1,3            | 0,5            | 7,5            |
| 2016/17                                                                                  | Мемфис     | 71               | 66               | 27,0             | 46,1             | 27,8             | 61,5             | 5,5              | 1,4              | 1,6              | 0,4              | 9,1              | Не участвовал  | Не участвовал  | Не участвовал  | Не участвовал  | Не участвовал  | Не участвовал  | Не участвовал  | Не участвовал  | Не участвовал  | Не участвовал  | Не участвовал  |
| 2017/18                                                                                  | Нью-Орлеан | 22               | 0                | 12,4             | 48,4             | 33,3             | 52,4             | 2,1              | 0,4              | 0,5              | 0,1              | 4,7              | Не участвовал  | Не участвовал  | Не участвовал  | Не участвовал  | Не участвовал  | Не участвовал  | Не участвовал  | Не участвовал  | Не участвовал  | Не участвовал  | Не участвовал  |
|                                                                                          | Всего      | 820              | 441              | 22,0             | 47,5             | 28,2             | 70,9             | 3,5              | 1,3              | 1,4              | 0,4              | 8,1              | 112            | 50             | 19,2           | 44,7           | 10,6           | 71,6           | 3,0            | 0,9            | 1,2            | 0,4            | 6,0            |
| Наведите курсор мыши на аббревиатуры в заголовке таблицы, чтобы прочесть их расшифровку. |            |                  |                  |                  |                  |                  |                  |                  |                  |                  |                  |                  |                |                |                |                |                |                |                |                |                |                |                |

### Статистика в NCAA
| Сезон | Команда        | Conf   | Class | GP | GS | MPG  | FG%  | 3P%  | FT%  | RPG | APG | SPG | BPG | PPG  |
| --- | -------------- | ------ | ----- | -- | -- | ---- | ---- | ---- | ---- | --- | --- | --- | --- | ---- |
| 2002/03 | Оклахома Стэйт | Big 12 | JR    | 32 | 28 | 31,2 | 44,7 | 39,5 | 69,1 | 5,4 | 2,7 | 1,9 | 0,8 | 14,4 |
| 2003/04 | Оклахома Стэйт | Big 12 | SR    | 35 | 34 | 31,6 | 50,4 | 29,7 | 67,5 | 5,5 | 3,1 | 2,1 | 0,9 | 16,0 |
| Всего | Всего          | Всего  | Всего | 67 | 62 | 31,4 | 47,7 | 34,7 | 68,2 | 5,5 | 2,9 | 2,0 | 0,8 | 15,3 |
| Наведите курсор мыши на аббревиатуры в заголовке таблицы, чтобы прочесть их расшифровку Статистика приведена с сайта sports-reference.com |                |        |       |    |    |      |      |      |      |     |     |     |     |      |